# AASI Jetcruzer

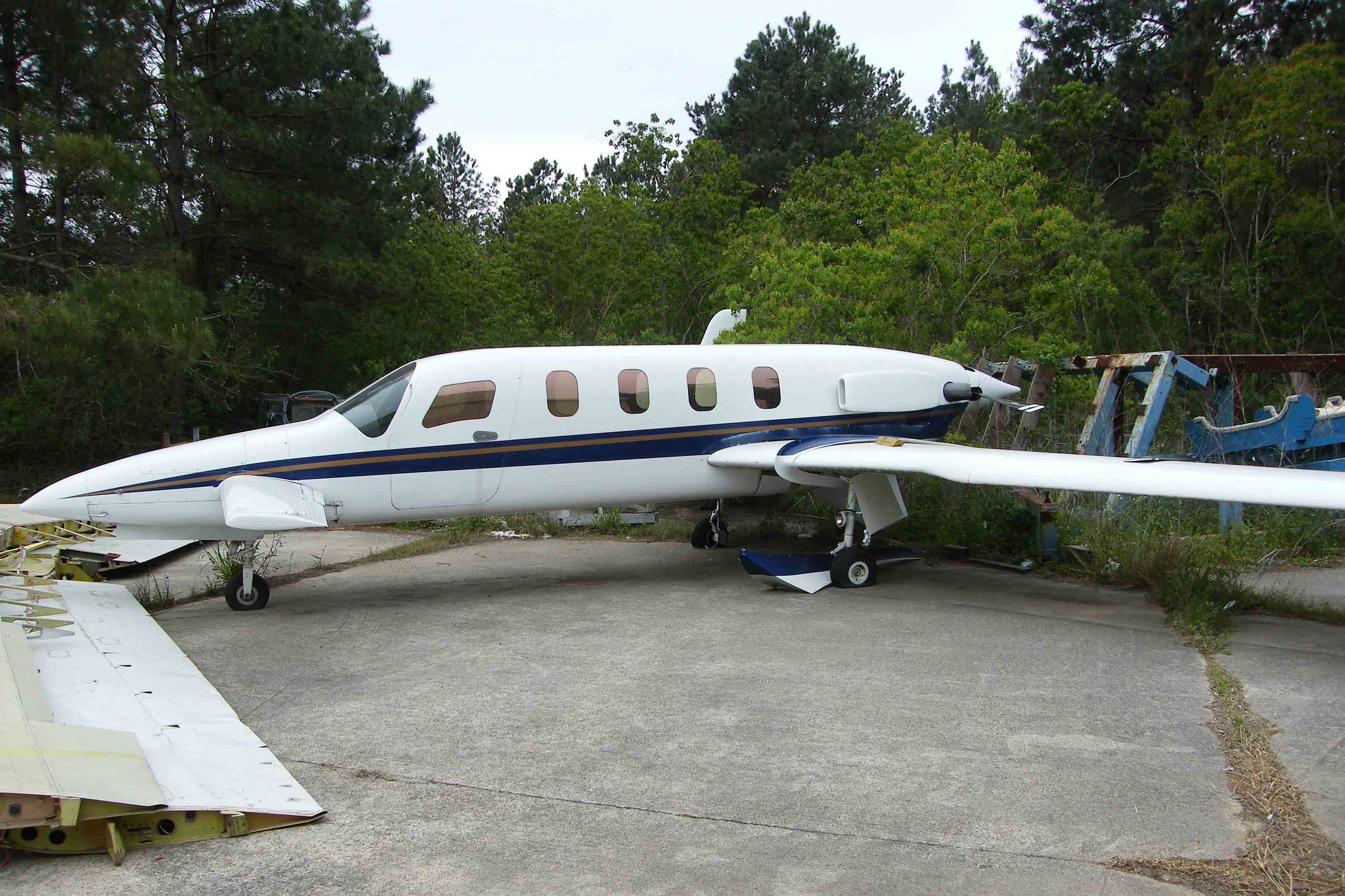
AASI Jetcruzer 500

De AASI Jetcruzer is een eenmotorig turbopropvliegtuig, gebouwd door AASI. De Jetcruzer heeft een ongewone configuratie, met een enkele turbopropmotor, welke een duwpropeller aandrijft, prominente canards en een dubbele staartvin, alleen zijn deze gemonteerd aan de uiteindes van de naar achter staande vleugels. Het vliegtuig biedt plaats aan een piloot en vijf passagiers. 

## Ontwikkeling

### Jetcruzer 450

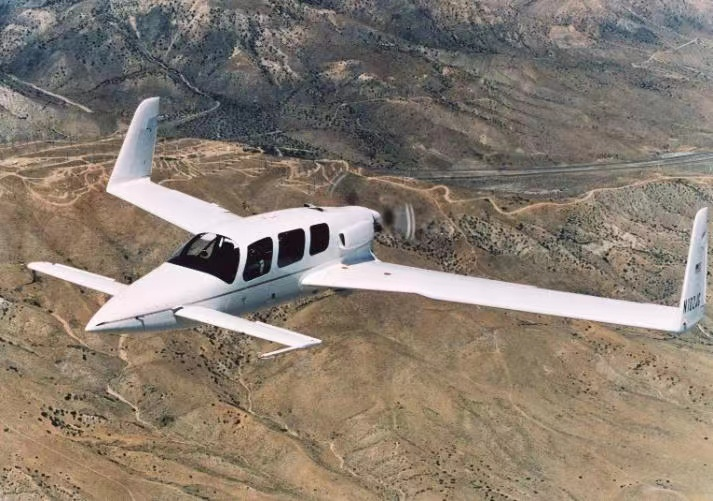
De Jetcruzer 450

De ontwikkeling van de Jetcruzer begon in maart 1983 en het eerste prototype vloog op 11 januari 1989. Deze versie, aangeduid als Jetcruzer 450, kon een piloot en vijf passagiers meenemen en werd aangedreven door een Alisson 350-C20S. Het toestel kreeg een FAA-typegoedkeuring op 14 juni 1994. Er werden drie prototypes gebouwd, maar AASI koos ervoor om dit vliegtuig niet op de markt te brengen, om zich meer te kunnen concentreren op de ontwikkeling van meer geavanceerde versies.

### Jetcruzer 500
De eerste van die geavanceerde versies was de Jetcruzer 500, een lichtelijk verlengde versie van de 450, aangedreven door een Pratt & Whitney Canada PT6A-66A en voorzien van een drukcabine. Twee van de Jetcruzer 450-prototypes werden omgebouwd naar deze configuratie, en de eerste vloog op 22 augustus 1997. Deze versie werd geselecteerd voor productie, en op dat moment had AASI ongeveer 200 bestellingen binnen, voor $1,6 miljoen per stuk. Een militaire versie, de ML-2, was ook besteld, evenals een UAV, de ML-1. 
Geen enkele klant zou een 500 krijgen, daar hij geen typegoedkeuring had ontvangen en de ontwikkeling langzaam stagneerde. Specifieke problemen waren de neus van het toestel, hoge stallsnelheid en het zwaartepunt. Deze problemen waren nog niet opgelost toen het project werd gestaakt in 2002. Bijna 20 jaar aan werk hadden nog steeds niet geleid tot een verkoopbaar toestel.

### Jetcruzer 650
In december 1992 werd begonnen met het werk aan het prototype van een nog grotere versie, de Jetcruzer 650, welke 13 passagiers zou moeten kunnen vervoeren. Het project werd snel gestaakt, omdat de financiële problemen binnen het bedrijf vereisten dat alle aandacht werd geconcentreerd op de 500. Een militaire versie zou de ML-4 zijn. 

### Stratocruzer 1250
Zo ook werd een turbofan-aangedreven variant gepland, de Stratocruzer 1250, maar deze kwam nooit verder dan de tekentafel. Het ontwerpen begon in september 1991 om een zakenjet te ontwikkelen met een intercontinentaal bereik. Er was ook een militaire versie, de ML-5, gepland voor observatiedoeleinden. Toen er geen interesse bleek te zijn, werd het project gestaakt in 1995

## Toekomstplannen
In november 2003 bood AASI, op dat moment overgaan in MASG, het hele Jetcruzer-project te koop aan, en verkocht het in februari 2004 aan Innova Aircraft. Kort na de aankoop kondigde Innova aan dat het van plan was een nieuwe versie van het toestel aan te bieden als zelfbouwpakket, op de markt gebracht door een dochteronderneming: Jetcruzer LLC. Dit toestel zal voorzien zijn van aangepaste vleugels om de problemen van de 500 uit te bannen en zal aangedreven worden door twee Pratt & Whitney JT15D-turbofans. Verwacht wordt dat het vliegt eind 2004 of begin 2005. 

## Specificaties (Jetcruzer 500)
- Bemanning: 1
- Capaciteit: 5 passagiers
- Lengte: 8,59 m
- Spanwijdte: 12,85 m
- Hoogte: 3,17 m
- Vleugeloppervlak: 18 m²
- Leeggewicht: 1.338 kg
- Beladen gewicht:
- Max takeoff gewicht: 2.495 kg
- Max snelheid: 556 km/h
- Bereik: 2.936 km
- Plafond: 9.100 m
- Motoren: 1× Pratt & Whitney Canada PT6A-66 turboprops, 635 kW (850 pk)